# Saint-Marc-le-Blanc
Pour les articles homonymes, voir Saint-Marc.
Saint-Marc-le-Blanc [sɛ̃ maʁ lə blɑ̃] est une commune nouvelle française située dans le département d'Ille-et-Vilaine en région Bretagne, peuplée de 1 567 habitants. Créée le 1er janvier 2019, elle est  issue de la fusion des communes de Saint-Marc-le-Blanc et Baillé.

## Géographie
Saint-Marc-le-Blanc est situé à 39 km au nord-est de Rennes et à 33 km au sud du mont Saint-Michel dans le pays de Fougères.

### Communes limitrophes
|             | Tremblay (Val-Couesnon)  | Saint-Brice-en-Coglès (Maen Roch)   |
| Chauvigné   | Saint-Marc-le-Blanc      | Saint-Étienne-en-Coglès (Maen Roch) |
| Le Tiercent | Saint-Hilaire-des-Landes |                                     |

### Hydrographie
Pour un article plus général, voir Réseau hydrographique d'Ille-et-Vilaine.
La commune est située dans le bassin Loire-Bretagne. Elle est drainée par la Minette, le Douétel, le ruisseau de Ritort, le ruisseau de Frénouse, le ruisseau de la Gravelle, le ruisseau de Panlivard, le ruisseau de Saint-crespin et le ruisseau greslé,,.
La Minette, d'une longueur de 25 km, prend sa source dans la commune de Romagné et se jette  dans le Couesnon à Vieux-Vy-sur-Couesnon, après avoir traversé onze communes. 

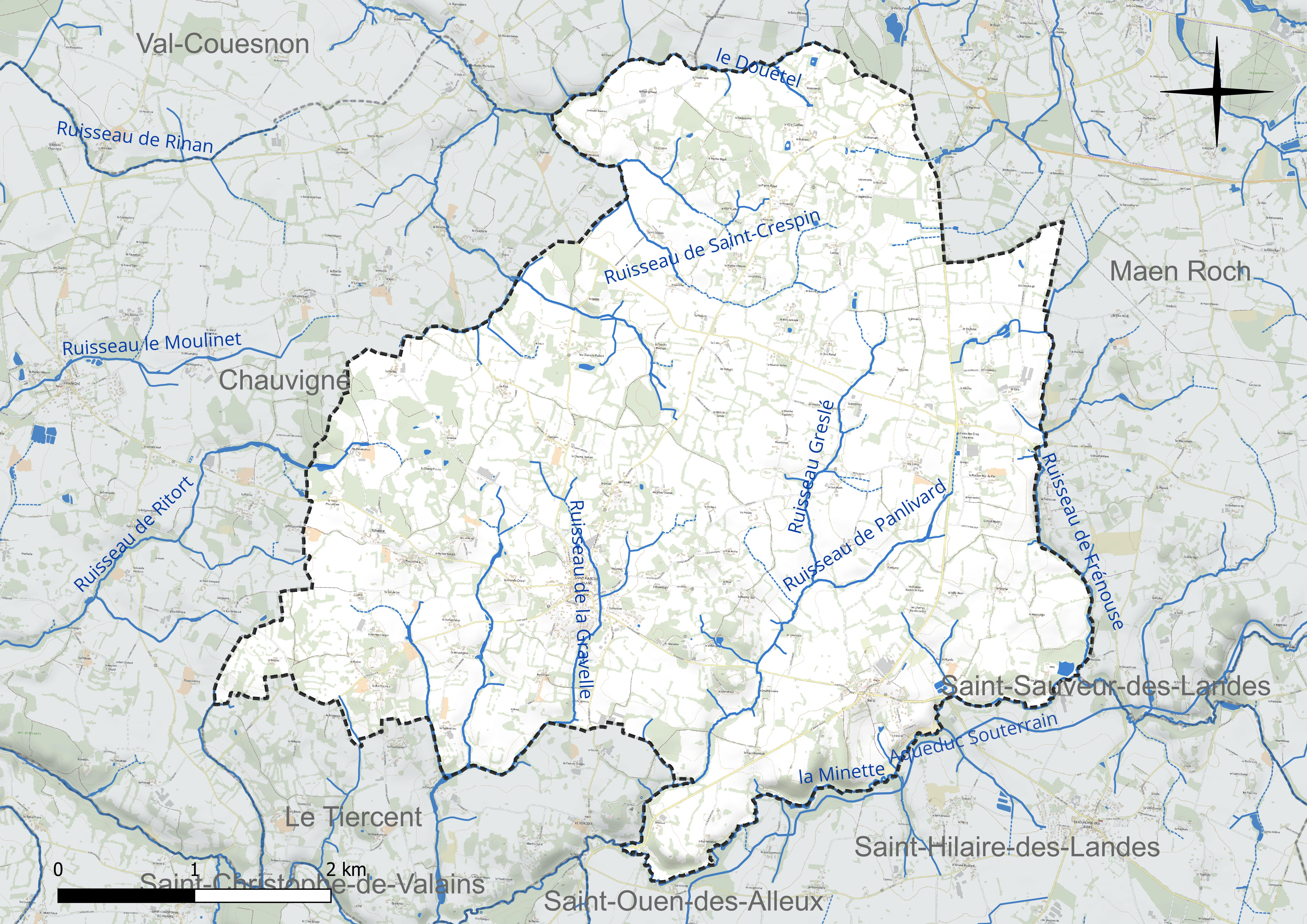
Réseau hydrographique de Saint-Marc-le-Blanc.

### Climat
Pour des articles plus généraux, voir Climat de la Bretagne et Climat d'Ille-et-Vilaine.
En 2010, le climat de la commune est de type climat océanique franc, selon une étude du CNRS s'appuyant sur une série de données couvrant la période 1971-2000. En 2020, Météo-France publie une typologie des climats de la France métropolitaine dans laquelle la commune est exposée à un climat océanique et est dans la région climatique  Bretagne orientale et méridionale, Pays nantais, Vendée, caractérisée par une faible pluviométrie en été et une bonne insolation. Parallèlement l'observatoire de l'environnement en Bretagne publie en 2020 un zonage climatique de la région Bretagne, s'appuyant sur des données de Météo-France de 2009. La commune est, selon ce zonage, dans la zone « Intérieur Est  », avec des hivers frais, des étés chauds et des pluies modérées.  
Pour la période 1971-2000, la température annuelle moyenne est de 11,2 °C, avec une amplitude thermique annuelle de 13 °C. Le cumul annuel moyen de précipitations est de 853 mm, avec 13,2 jours de précipitations en janvier et 8 jours en juillet. Pour la période 1991-2020, la température moyenne annuelle observée sur la station météorologique la plus proche, située sur la commune de Fougères à 16 km à vol d'oiseau, est de 11,9 °C et le cumul annuel moyen de précipitations est de 939,1 mm,. Pour l'avenir, les paramètres climatiques de la commune estimés pour 2050 selon différents scénarios d'émission de gaz à effet de serre sont consultables sur un site dédié publié par Météo-France en novembre 2022.

## Urbanisme

### Typologie
Au 1er janvier 2024, Saint-Marc-le-Blanc est catégorisée commune rurale à habitat dispersé, selon la nouvelle grille communale de densité à sept niveaux définie par l'Insee en 2022.
Elle est située hors unité urbaine et hors attraction des villes,.

## Toponymie
Le nom de la localité de Saint-Marc-le-Blanc est attesté sous la forme Sancti Medardi Albi vers 1330.
Le nom de cette commune, à la base, devait être Saint Médard d'Aubigné en faisant référence à l'église Saint-Médard ainsi qu'au mot latin Albiniesis qui fut traduit par erreur par « blanc » ce qui donna donc Saint-Marc-le-Blanc[réf. nécessaire].

## Histoire
Le 1er janvier 2019, Saint-Marc-le-Blanc et Baillé fusionnent pour créer la commune nouvelle de Saint-Marc-le-Blanc.

## Politique et administration

### Administration municipale
| Période                                  | Période     | Identité       | Étiquette | Qualité                     |
| ---------------------------------------- | ----------- | -------------- | --------- | --------------------------- |
| 1er janvier 2019                         | 28 mai 2020 | Alain Besnier  | UDI       | Inséminateur retraité       |
| 28 mai 2020                              | En cours    | Olivier Gaigne |           | Maire de Baillé (2001-2018) |
| Les données manquantes sont à compléter. |             |                |           |                             |

### Communes déléguées
| Nom                         | Code Insee | Intercommunalité                | Superficie (km2) | Population (dernière pop. légale) | Densité (hab./km2) |
| --------------------------- | ---------- | ------------------------------- | ---------------- | --------------------------------- | ------------------ |
| Saint-Marc-le-Blanc (siège) | 35292      | CC Couesnon Marches de Bretagne | 17,53            | 1 319 (2021)                      | 75                 |
| Baillé                      | 35011      | Couesnon Marches de Bretagne    | 5,23             | 269 (2021)                        | 51                 |

## Population et société

### Démographie
L'évolution du nombre d'habitants est connue à travers les recensements de la population effectués dans la commune depuis sa création.
En 2022, la commune comptait 1 567 habitants, en évolution de −6,84 % par rapport à 2016 (Ille-et-Vilaine : +5,46 %, France hors Mayotte : +2,11 %).
| 2020  | 2022  |
| ----- | ----- |
| 1 605 | 1 567 |

### Évènements
- Fête des Picaous (tailleurs de pierre).

## Culture locale et patrimoine

### Lieux et monuments
- Église paroissiale Saint-Médard de Saint-Marc-le-Blanc : elle présente un plan en croix latine à nef unique et chevet plat. De l'époque romane, elle conserve une partie de sa nef (fenêtres de plein cintre, contreforts plats), même si celle-ci a subi des modifications ultérieures. Au XVe siècle, on élève les chapelles latérales et le clocher-porche. La porte ouest est en anse de panier surmontée d'une archivolte en accolade. Le chœur est construit en 1661. La flèche du clocher date de 1855[27].

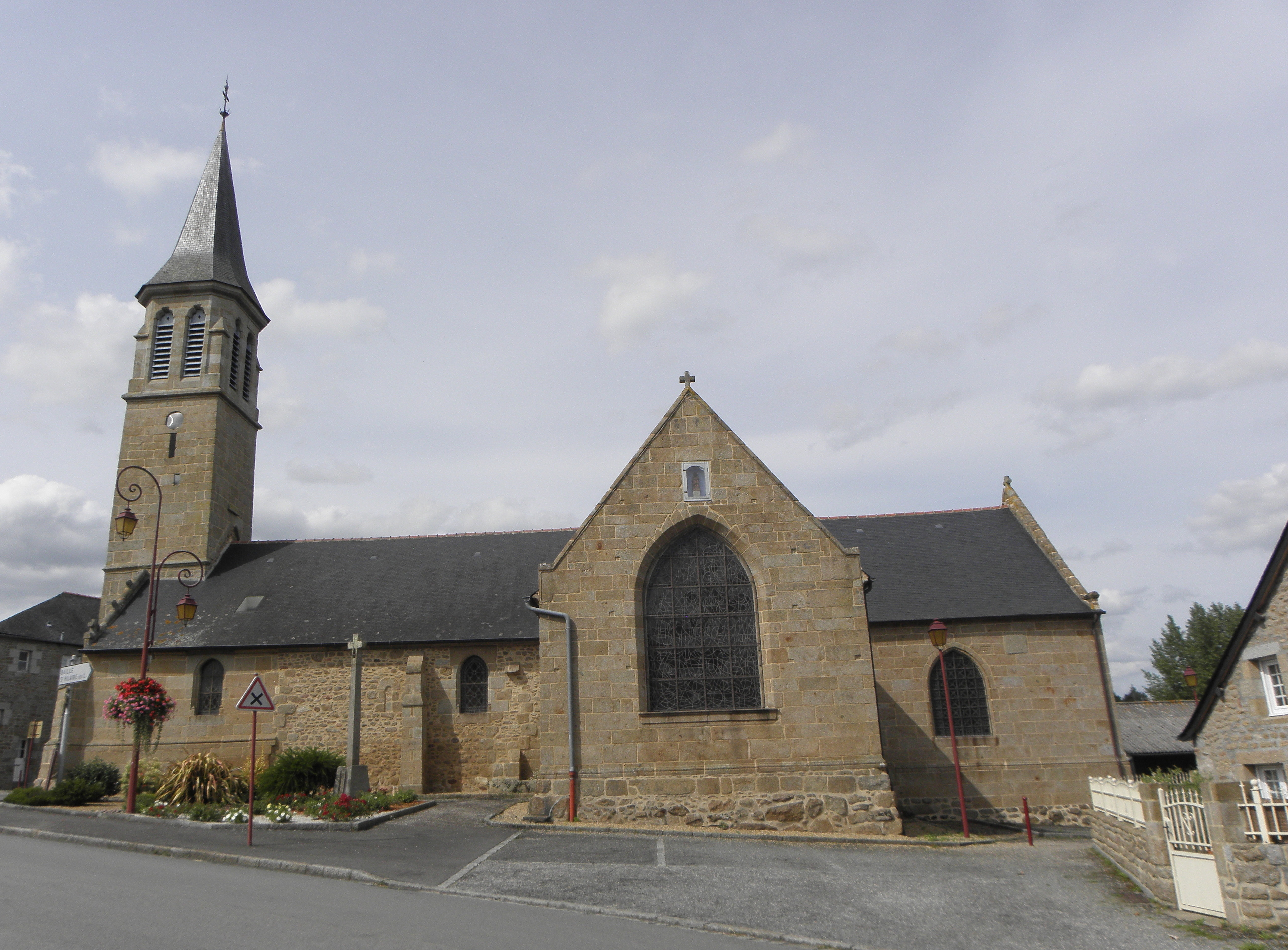
Vue méridionale de l'église Saint-Médard.
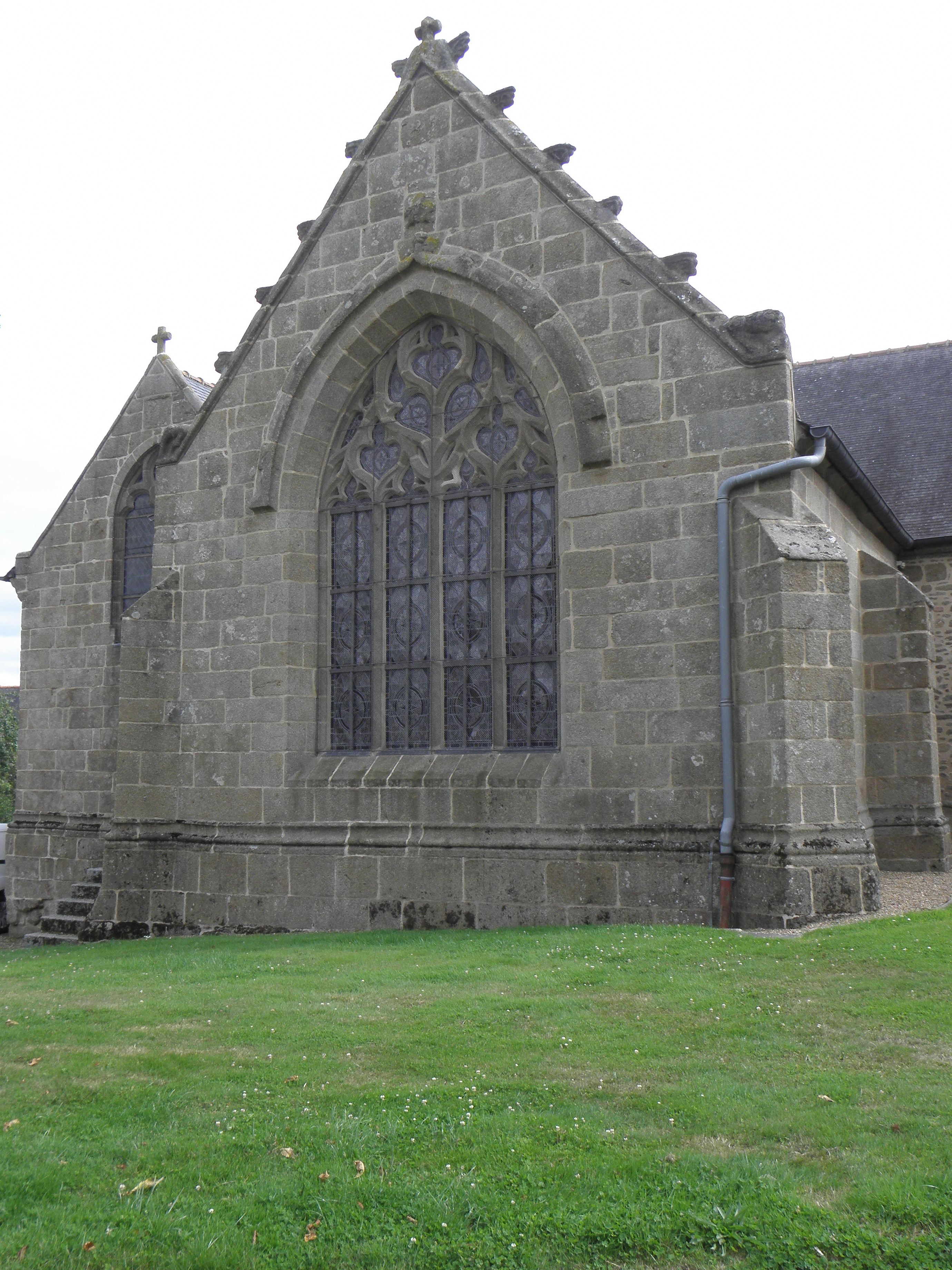
Le transept nord et la sacristie de l'église Saint-Médard, ancienne chapelle seigneuriale du XVe siècle.
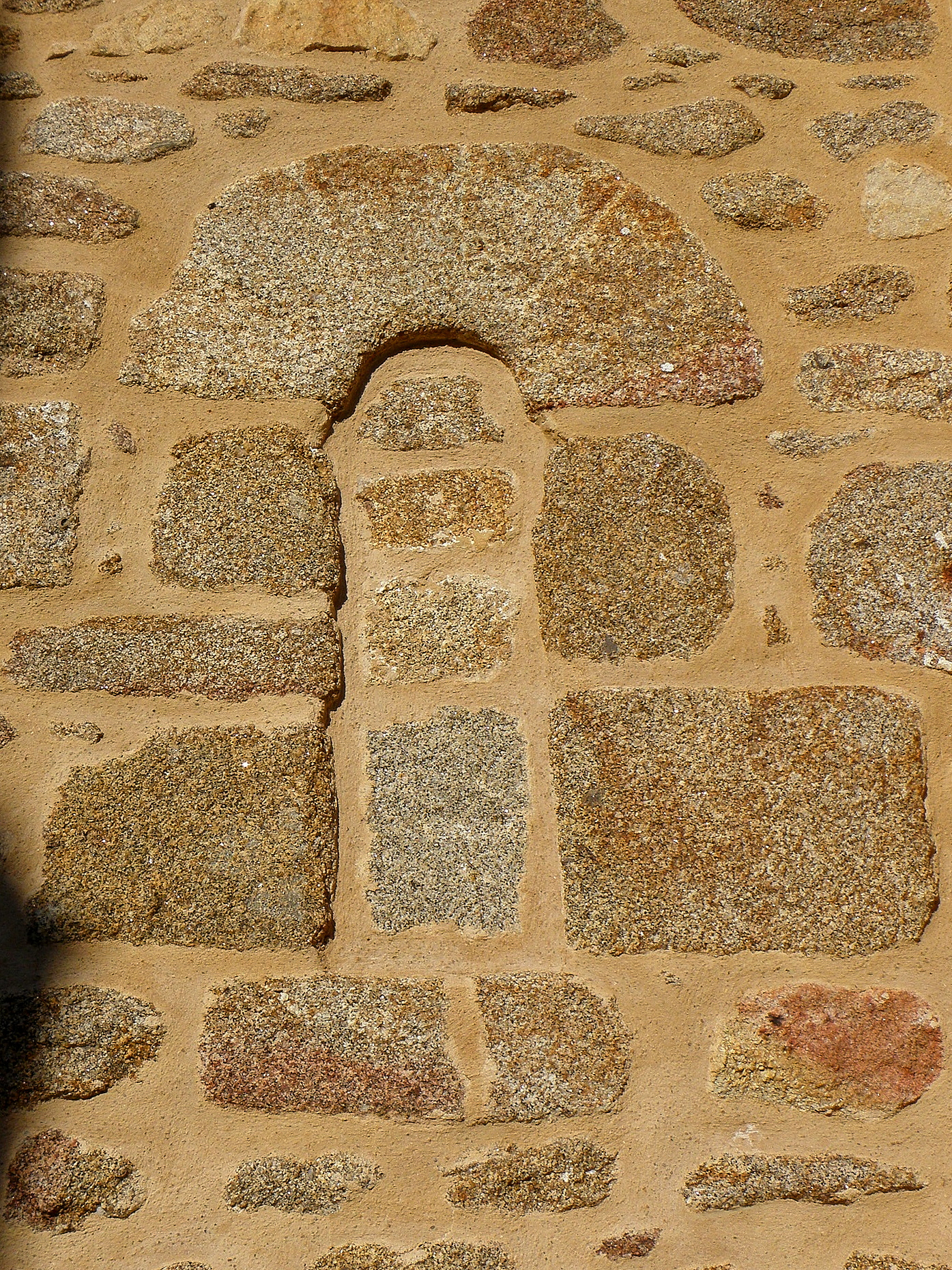
Fenêtre romane obstruée de l'église Saint-Médard.
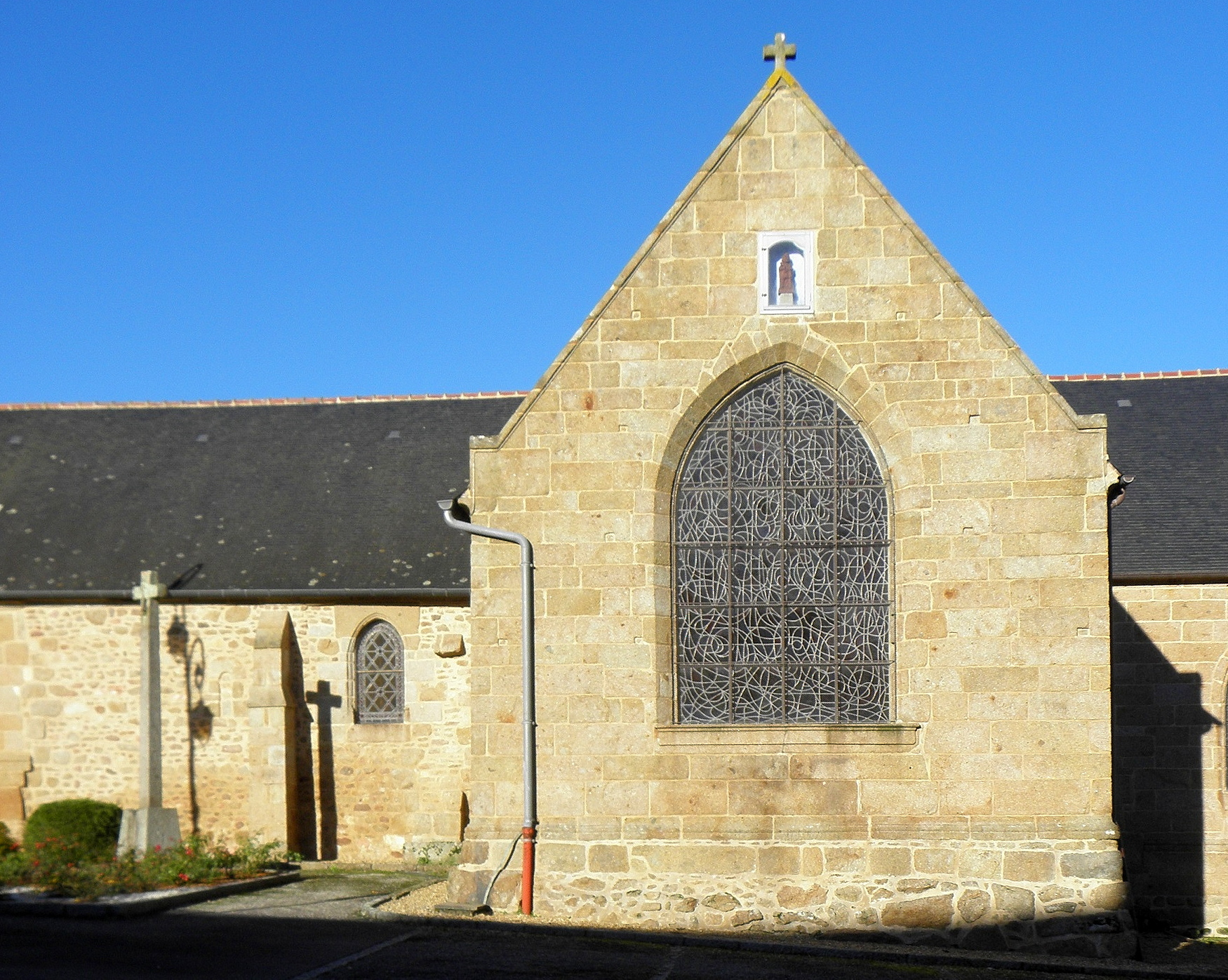
Le transept sud de l'église Saint-Médard.

- Église Saint-Martin de Baillé. Elle possède une nef unique séparée du chœur à chevet plat par un arc-diaphragme. Elle conserve des éléments romans (fenêtre en meurtrière, contreforts) bien qu'elle ait été remaniée ultérieurement : la fenêtre du chœur porte la date 1573. La plupart de des fenêtres de la nef sont agrandies au XVIIIe siècle. Au XIXe siècle, une sacristie est accolée au sud à la jonction du chœur et de la nef[28]. La tour est érigée en 1827[29].

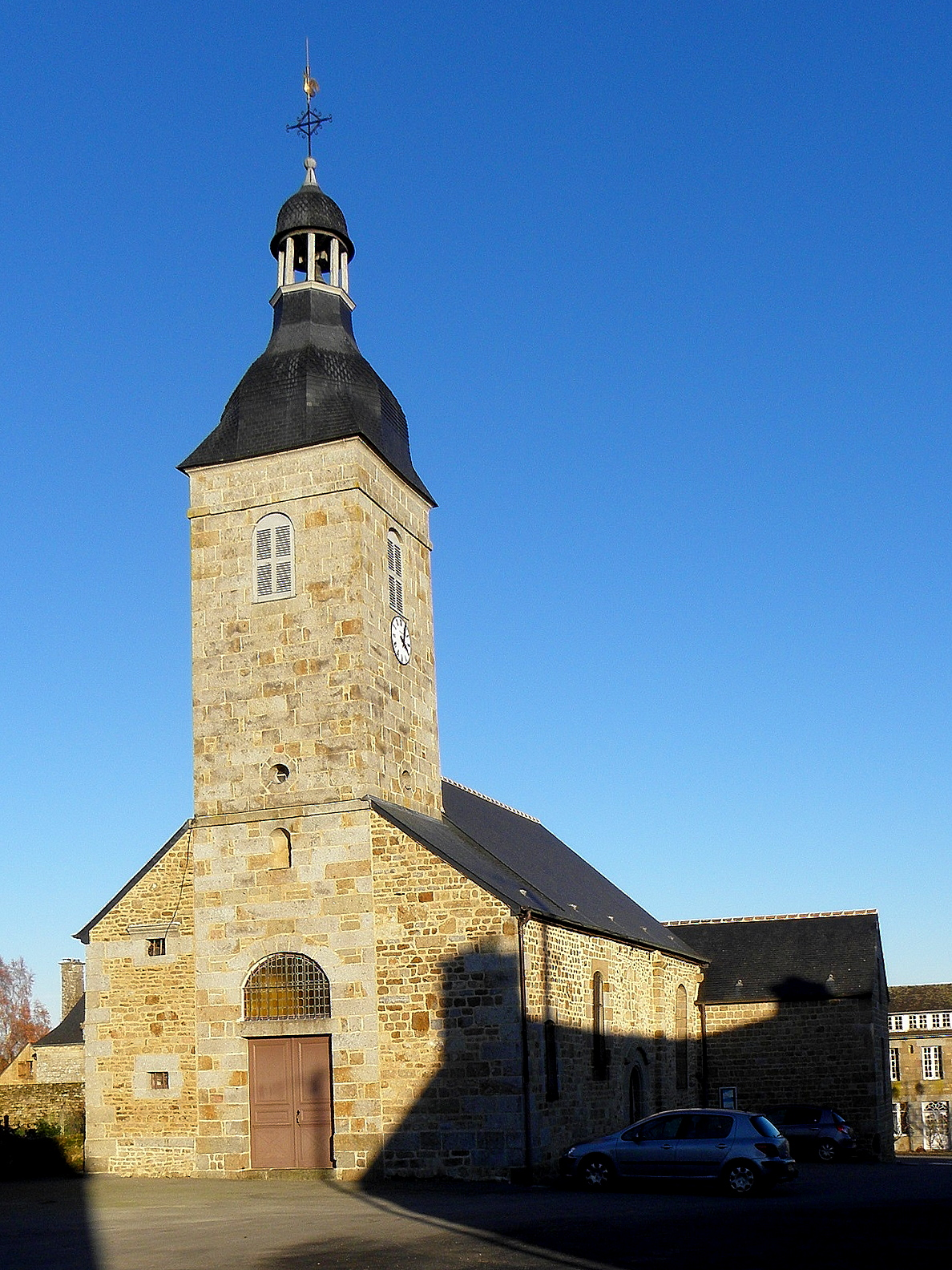
Église Saint-Martin
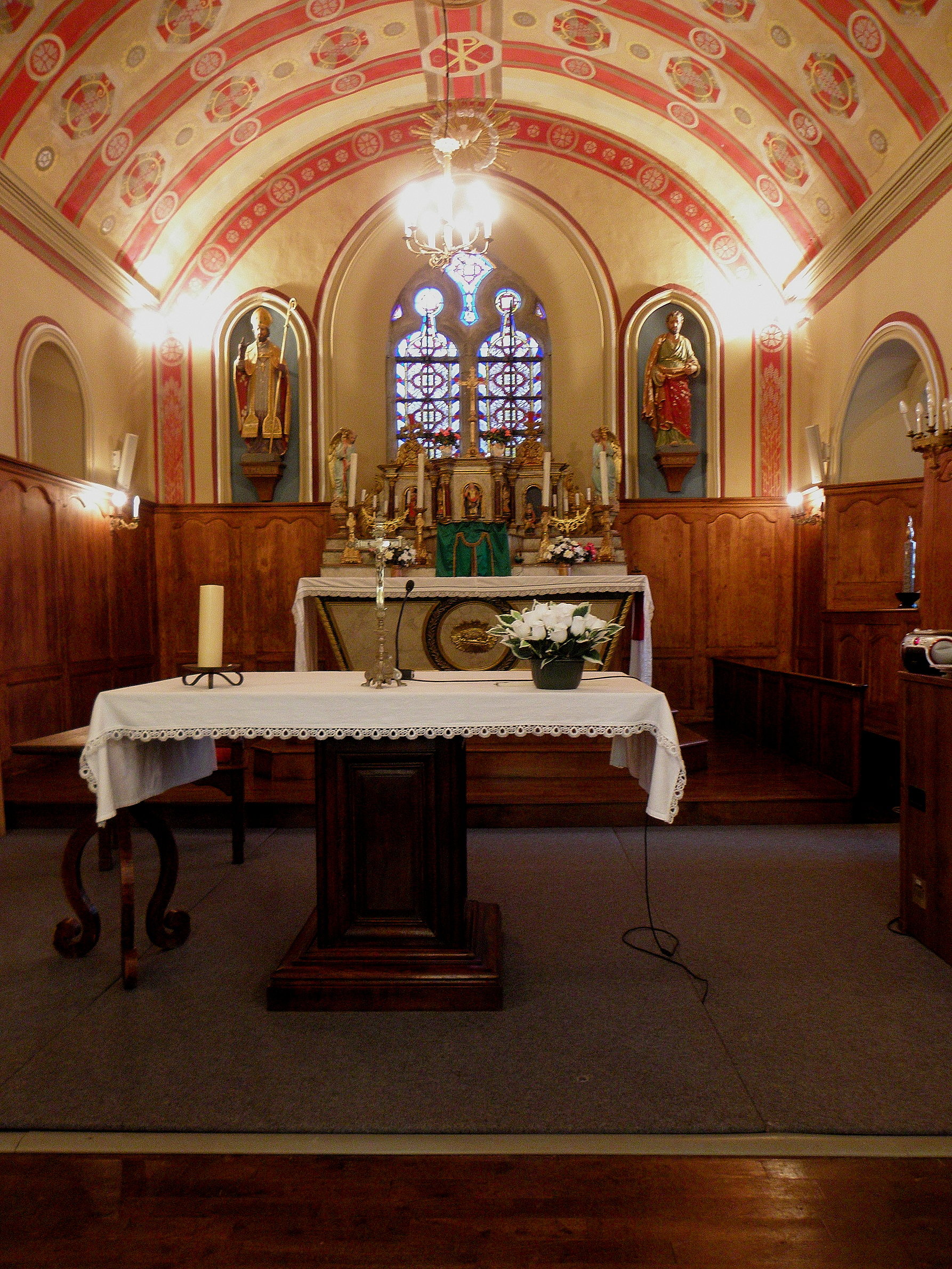
Autel de l'église Saint-Martin
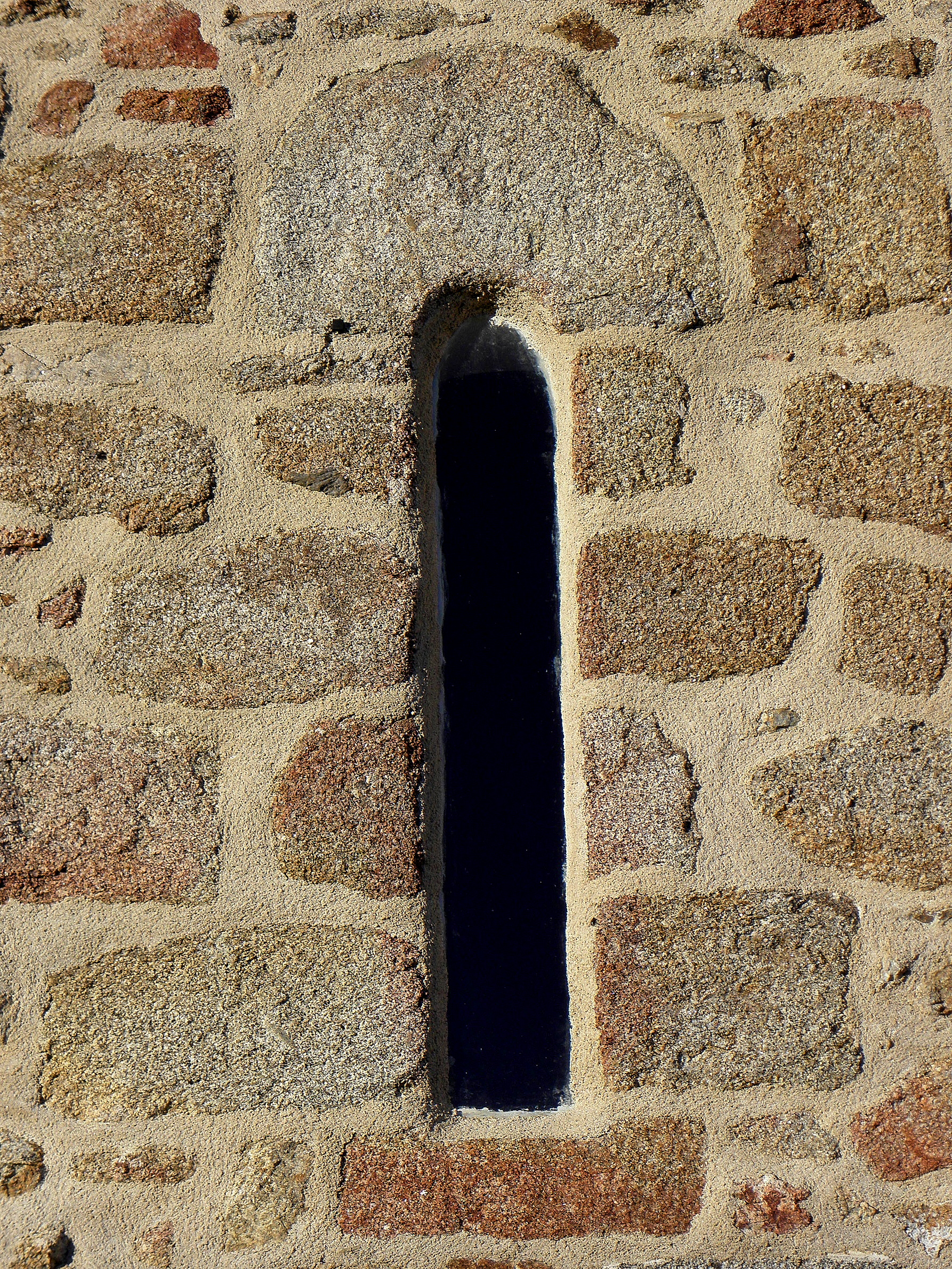
Fenêtre romane de l'église Saint-Martin

- Manoir des Flégés, de style classique[30].
- Manoir des Meslinières. La tour d'escalier, coiffée en bâtière, est surmontée d'une pièce haute, pourvue d'une cheminée, à laquelle on accède par un petit escalier secondaire[31].

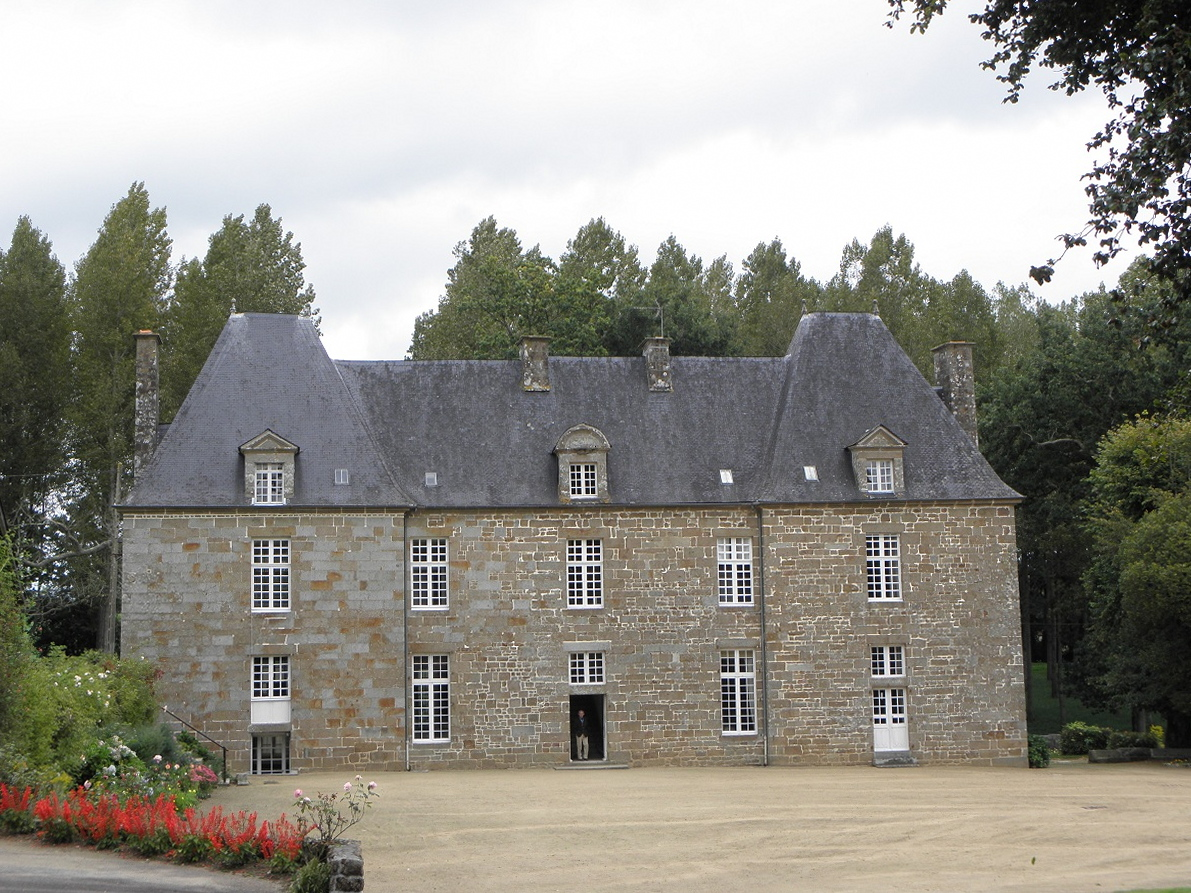
Le manoir des Flégés.
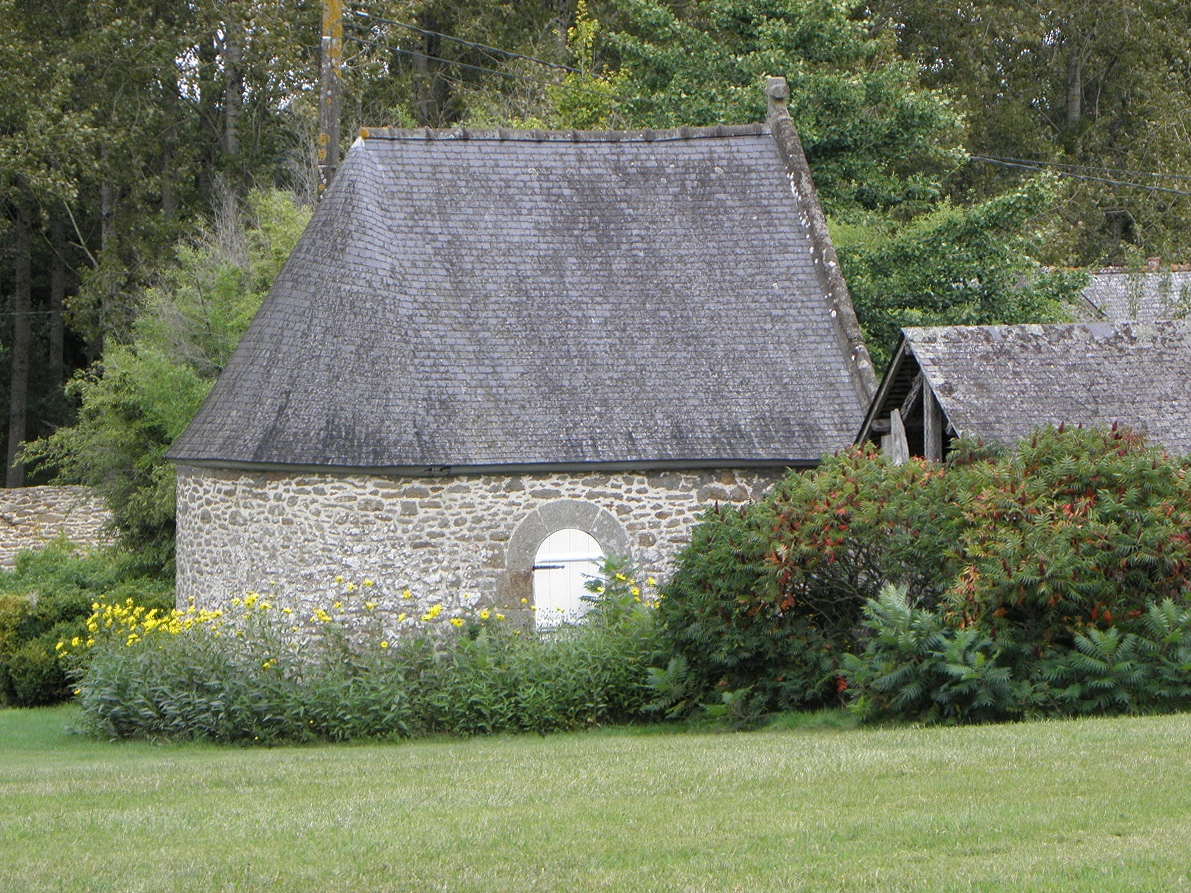
La chapelle du manoir des Flégés.
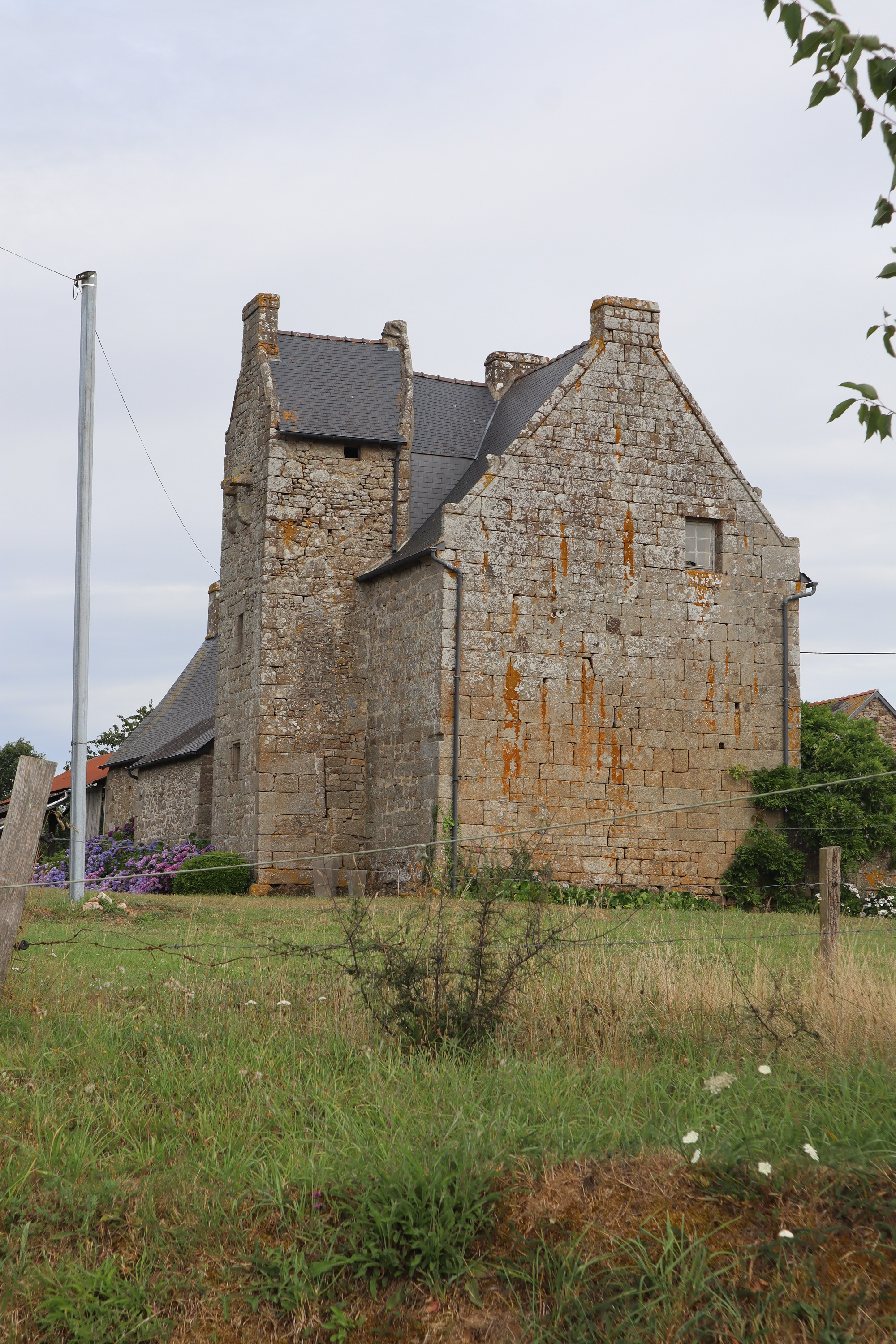
Le manoir des Meslinières.

### Personnalités liées à la commune
- Julien Simon dit Champrobert. Héros de la Révolution, il est nommé commandant de la garde nationale et, pendant plus de huit ans, lutte avec ses hommes contre les chouans et les ennemis de la République. Maire de Saint-Marc-le-Blanc depuis le 19 août 1837, il meurt au village des Champs-Robert le 7 septembre 1841 à l'âge de 71 ans.

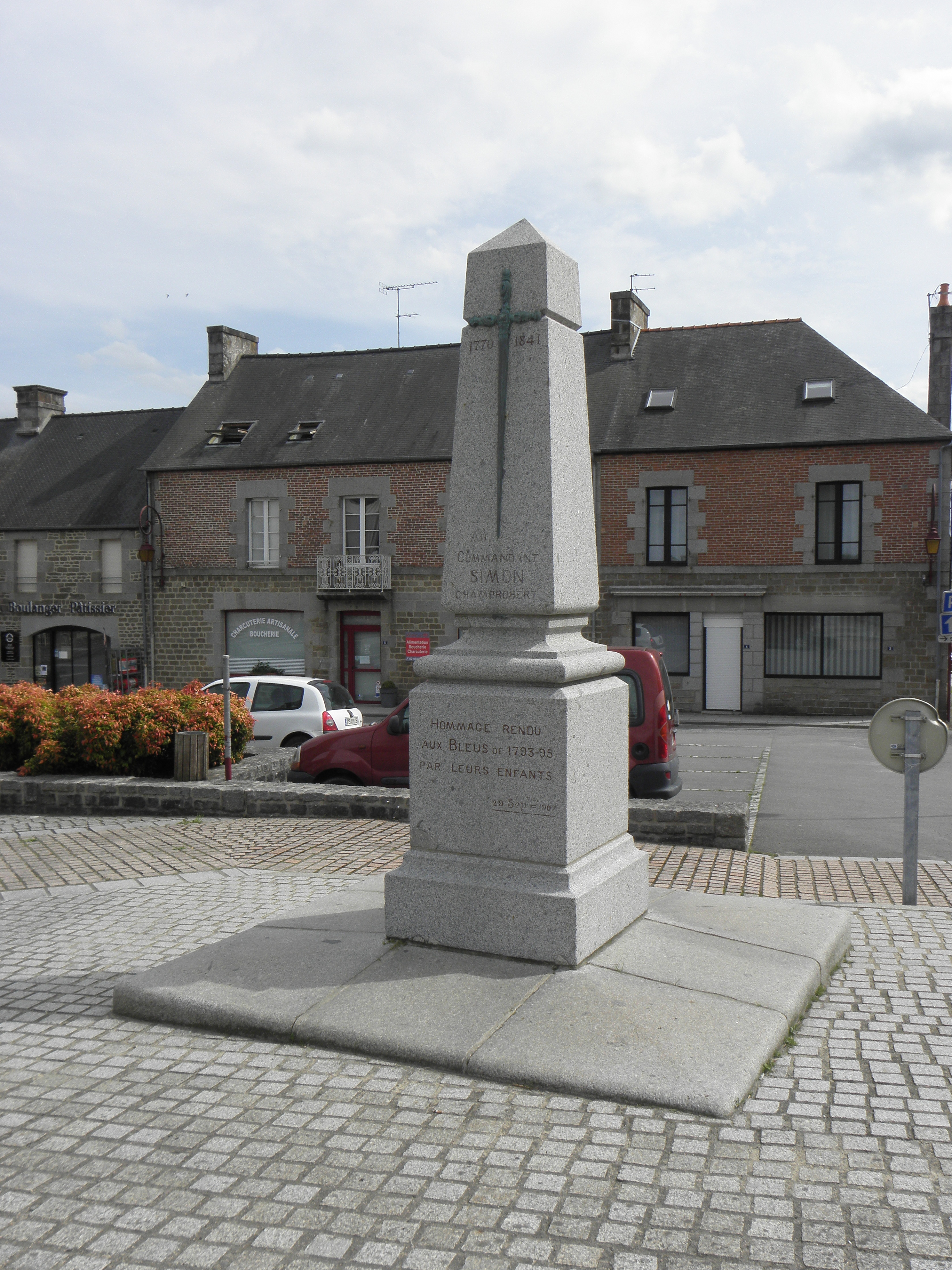
Monument commémorant le souvenir du révolutionnaire Julien

 Un monument a été érigé en sa mémoire sur la place de la mairie. Il porte sur la partie haute une épée, entourée des dates 1770 et 1841, tandis qu'est gravée en bas cette inscription : « Au commandant Simon Champrobert, Hommage rendu aux bleus de 1793-95 par leurs enfants 29 sept. 1907 ».
Simon dit Champrobert.
- Fadhma Aït Mansour Amrouche (1882-1967), poétesse d'origine algérienne, mère de Jean Amrouche et de Marguerite Taos Amrouche, a vécu ses dernières années à Baillé et est enterrée dans le cimetière communal.